# Jack Claude Nezat
Jack Claude Nezat (* 23. April 1943 in Châteauroux, Frankreich) ist ein französisch, deutsch und englisch publizierender amerikanischer Autor.

## Leben
Jack Claude Nezat war Gemeinderat von Lésigny, Département Seine-et-Marne und Initiator der deutsch-französischen Städtepartnerschaft zwischen Lésigny und Leingarten. Er ist der Gründer und erste Präsident von Rencontres franco-Allemandes zur Entwicklung der Beziehungen zwischen den Partnerstädten Bayreuth und Annecy. Außerdem war er Herausgeber der Nachrichtensendungen BJI und Allemanda sowie Verfasser von Presseartikeln und Biographien über verschiedene Personen, darunter befanden sich Michel Jazy, Claude Serre, Claude Gaveau, Maurice Mollard und Hermann Eppler. Als Autor schrieb er vierzehn Bücher zu den Themen Geschichte, Soziologie und Genealogie.

## Werke
- Sie war von Chicoutimi, (Elle était de Chicoutimi), Chicoutimi, Québec, Geschichte. 1958 (französisch).
- Das ist in Straßburg geschehen, (C'est arrivé a Strasbourg), Straßburg, Frankreich, Geschichte. 1961 (französisch).
- Leute von Boulder, (People of Boulder), Boulder, Colorado, basiert auf Ruy Blas von Victor Hugo, Soziologie. 1964 (englisch).
- Die Nezat, (The Nezat), Genealogie, Geschichte. 1986 (englisch).
- Die Nezat und die Verbündeten Familien, (The Nezat and Allied Families), Genealogie, Geschichte. 1988 (englisch).
- Die Geschichte einer Partnerschaft, Lésigny und Leingarten, Geschichte. 1989 (deutsch).
- Sie wählten, (Elles ont choisi), Soziologie. 1989 (französisch).
- Schnittblumen, Kevin hat sich im Garten verloren, (Cut Flowers, Kevin became lost in the garden), Geschichte, Soziologie. 2007 (englisch).
- Die Nezat und die Verbündeten Familien, 1630–2007, (The Nezat and Allied Families, 1630–2007), Geschichte, Genealogie. 2007 (englisch). Aktualisiert 2010 unter The Nezat and Allied Families.
- Die Nezat und die Verbündeten Familien 1630–2019, 4. Ausgabe am 2. April 2019.
- Die Nezat und die Verbündeten Familien 1630–2020, 5. Ausgabe am 25. September 2020. (The Nezat and Allied Families 1630–2020, 5. Edition, 25. September 2020), Geschichte, Genealogie (englisch).
- Je n'ai pas voulu mourir (fr), 19. März 2022 (ISBN 978-1-008-99144-6)
- I didn't want to die (en) 25. April 2022 (ISBN 979-8-7440-3055-1)
- The Nezat and Allied Families 1639–2022 (ISBN 9798401706669) 14. Januar 2022
- Die Geschichte einer Partnerschaft, Lésigny und Leingarten (de) (ISBN 9798415847549) 12. Februar 2022.
- The Nezat and Allied Families 6. Auflage, 15. Mai 2023 (en) 7. Kapitel hinzugefügt 15. August 2023 und 8. Kapitel 22. September 2023, Kindle-Veröffentlichung    ISBN 9798392661657

| Personendaten    | Personendaten           |
| ---------------- | ----------------------- |
| NAME             | Nezat, Jack Claude      |
| KURZBESCHREIBUNG | US-amerikanischer Autor |
| GEBURTSDATUM     | 23. April 1943          |
| GEBURTSORT       | Châteauroux, Frankreich |